# Impero ottomano ai Giochi della V Olimpiade
La Turchia partecipò con il Osmanlı Milli Olimpiyat Cemiyeti (comitato olimpico ottomano) ai Giochi della V Olimpiade che si sono svolti a Stoccolma dal 5 maggio al 27 luglio 1912, con una delegazione di 2 atleti, armeni, impegnati in sette discipline.
l'Impero ottomano era rappresentato da una delegazione ottomana composta da due atleti armeni Mkrtich Mkryan (in turco moderno, Mıgırdiç Mıgıryan) e Vahram Papazyan che hanno preso parte alle gare di atletica leggera.